# Kobylacka Góra
Kobylacka Góra (biał. Кабыляцкая гара, ros. Кобыляцкая гора) – uroczysko na skraju Orszy na Białorusi, w którym odkryte zostały masowe groby ludzi rozstrzelanych przez NKWD w latach 1930–1950. Jest to drugie na Białorusi (po Kuropatach), oficjalnie uznane miejsce masowych rozstrzeliwań i pochówków ofiar stalinowskich represji. Dokładna liczba ofiar nie jest znana, jej szacunki wynoszą do 5 tys. osób.
Kobylacka Góra jest jednym spośród co najmniej sześciu miejsc masowych egzekucji dokonywanych przez NKWD na terenie Orszy. Masowe pochówki znajdują się również przy mohylewskiej szosie koło wsi Ponizowie.

## Położenie
Uroczysko Kobylacka Góra znajduje się na północ od centrum miasta, pomiędzy dzielnicami Griaziłowka i Cegielny, na południe od wsi Andrejewszczyzna, 700 metrów od drogi magistralnej M8.

## Historia
Nazwa pochodzi od pobliskiej wsi Kobylaki (ob. Przydnieprze). We wrześniu 1982 r., przy budowie przez cementownię odnogi kolejowej Orsza-Północ, znaleziono dół ze szczątkami 50 rozstrzelanych osób. Komisja złożona z przedstawicieli organów sowieckich i administracyjnych (prokurator, biegły sądowy, przedstawiciele wojskowej komendy uzupełnień i milicji) 20 września 1982 r. przeprowadziła oględziny miejsca i szczątków. Po rozpytaniu miejscowych i przeprowadzeniu ekshumacji, komisja wykluczyła możliwość, iż pochowane osoby zostały rozstrzelane podczas okupacji niemieckiej. Oficjalne wnioski z pracy komisji brzmiały:

Z reguły, Niemcy dokonywali rozstrzeliwań publicznie, a nie w oddalonych miejscach, używając karabinów maszynowych, nie uszkadzając kości głowy (...) Oględziny miejsca wykazały, że pochówek miał miejsce w latach 1937–1939 w głuchym leśnym masywie (...) wszystkie pięćdziesiąt czaszek miało dziury po kulach w przedniej części.

W 1990 r. w miejscu rozstrzeliwań ustawiono drewniany krzyż, jednak został on zniszczony. W kolejnym roku władze Orszy i BNF ustawiły pomnik – głaz z czerwonego granitu z Dniepru. Po jakimś czasie skradziono tablicę znajdującą się na pomniku. W 2005 r. ustawiono drewniane krzyże: prawosławny i katolicki. We wrześniu 2018 r. Orszański Rejonowy Komitet Wykonawczy odnowił tablicę, jednak napis w języku polskim został zastąpiony napisem w języku angielskim. 27 października 2019 r. odsłonięto i poświęcono pomnik z napisem w języku polskim: „Pamięci Polaków Białorusi prześladowanych i mordowanych w Orszy”. Upamiętnia on ofiary tzw. operacji polskiej NKWD.

## Ofiary
Inicjatywa obywatelska „Kobylaki. Rozstrzelani w Orszy” zajmuje się upamiętnianiem zabitych w okolicach Orszy ofiar stalinowskiego terroru. W 2018 r. na podstawie baz danych rosyjskiego portalu „Otwarta lista” ustalono dane 1750 (inne źródła wskazują liczbę 1740) osób rozstrzelanych w Orszy w latach 1937-1939. 1135 ofiar było Białorusinami, 505 Polakami, 40 Żydami. Wśród pozostałych ofiar byli Rosjanie, Litwini, Łotysze, Ukraińcy, Niemcy, a nawet Grecy.
Zidentyfikowano ponad 50 represjonowanych rodzin: ojców i dzieci, żony i mężów, braci i siostry, 18 duchownych, między innymi ks. Adolfa Kaszica, proboszcza parafii w Białogródce w dekanacie zasławskim w diecezji żytomierskiej, rozstrzelanego 17 stycznia 1938 r. Zamordowani Polacy pochodzili oprócz Orszy między innymi z rejonów zasławskiego, łohojskiego, lepelskiego i dzierżyńskiego.
Wszystkich danych zamordowanych nie można ustalić, ponieważ listy ofiar terroru na Białorusi przechowywane w Archiwum Narodowym i archiwach KGB objęte są klauzulą tajności i nie są dostępne dla badaczy oraz potomków ofiar. Większość z zamordowanych Polaków, których dane uzyskano, została zrehabilitowana w latach 1956–2000. Inicjatywa „Kobylaki. Rozstrzelani w Orszy” prowadzi stronę internetową kobylaki.by, na której opublikowano m.in. dane ofiar oraz mapę miejsc, z których pochodziły.